# Macropsis valiturus
Macropsis valiturus är en insektsart som beskrevs av Dlabola 1963. Macropsis valiturus ingår i släktet Macropsis och familjen dvärgstritar. Inga underarter finns listade i Catalogue of Life.